# Denis Lenoir
Pour les articles homonymes, voir Lenoir.
Denis Lenoir, né en février 1949 à Paris, est un directeur de la photographie français.

## Biographie
Diplômé en histoire de l'art de l'École du Louvre, il étudie la médecine pendant deux ans et visionne plus de 1 000 films, enseigne l'anglais et se forme à l'École nationale supérieure Louis-Lumière,. Il a tourné 7 films avec Olivier Assayas.

## Filmographie

### Cinéma
- 1976 : Sotelo de Raoul Ruiz
- 1977 : Colloque de chiens de Raoul Ruiz
- 1982 : Laissé inachevé à Tokyo de Olivier Assayas
- 1983 : Les Veufs de Patrick Dewolf
- 1984 : Winston Tong en studio de Olivier Assayas
- 1985 : L'amour propre ne le reste jamais très longtemps de Martin Veyron
- 1986 : Désordre d'Olivier Assayas
- 1986 : Dressage de Pierre B. Reinhard
- 1987 : Tandem de Patrice Leconte
- 1987 : Le Professeur Taranne de Raoul Ruiz
- 1988 : La Lumière du lac de Francesca Comencini
- 1988 : Ville étrangère de Didier Goldschmidt
- 1989 : Monsieur Hire de Patrice Leconte
- 1989 : L'Enfant de l'hiver de Olivier Assayas
- 1990 : Daddy Nostalgie de Bertrand Tavernier
- 1990 : Le Bal du gouverneur de Marie-France Pisier
- 1991 : Le Rescapé d'Okacha Touita
- 1991 : Dingo de Rolf de Heer
- 1991 : Paris s'éveille de Olivier Assayas
- 1991 :  Entre chien et loup (Shuttlecock) d'Andrew Piddington (en)
- 1991 : Jeux d'hiver d'Alain Le Breton (court métrage)
- 1992 : Beau fixe de Christian Vincent
- 1993 : Une nouvelle vie de Olivier Assayas
- 1993 : Drôles d'oiseaux de Peter Kassovitz
- 1994 : La Séparation de Christian Vincent
- 1994 : La Partie d'échecs de Yves Hanchar
- 1994 : L'Eau froide de Olivier Assayas
- 1994 : Decadence de Steven Berkoff
- 1994 : Le Géographe manuel de Michel Sumpf
- 1995 : Carrington de Christopher Hampton
- 1996 : Clubbed to Death (Lola) de Yolande Zauberman
- 1996 : L'Agent secret (The Secret agent) de Christopher Hampton
- 1997 : Food of Love de Stephen Poliakoff
- 1997 : Un air si pur... de Yves Angelo
- 1998 : C'est pas mon jour ! de Skip Woods
- 1998 : Fin août, début septembre de Olivier Assayas
- 1998 : Dix ans plus tard (Since You've Been Gone) de David Schwimmer
- 2000 : Natalie Cole (Livin' for Love: The Natalie Cole Story) de Robert Townsend
- 2000 : Steal This Movie de Robert Greenwald
- 2001 : Le vieux qui lisait des romans d'amour (The Old Man Who Read Love Stories) de Rolf de Heer
- 2002 : Demonlover de Olivier Assayas
- 2003 : Intent de Mary Ann Marino
- 2004 : Control de Tim Hunter
- 2004 : L'Enlèvement (The Clearing) de Pieter Jan Brugge
- 2005 : Entre ses mains de Anne Fontaine
- 2006 : Paris, je t'aime (segment 14e arrondissement) de Alexander Payne
- 2007 : 88 Minutes de Jon Avnet
- 2007 : Angel de François Ozon
- 2008 : La Loi et l'Ordre (Righteous Kill) de Jon Avnet
- 2009 : The Vintner's Luck de Niki Caro
- 2010 : La Belle Endormie de Catherine Breillat
- 2010 : Carlos, d'Olivier Assayas
- 2011 : Tous les soleils de Philippe Claudel
- 2012 : So Undercover de Tom Vaughan
- 2013 : 100% cachemire de Valérie Lemercier
- 2013 : Avant l'hiver de Philippe Claudel
- 2014 : Eden de Mia Hansen-Løve
- 2016 : L'Avenir de Mia Hansen-Løve
- 2017 : State of Mind (Three Christs) de Jon Avnet
- 2018 : The Tale de Jennifer Fox
- 2019 : Cuban Network de Olivier Assayas
- 2021 : Bergman Island de Mia Hansen-Løve
- 2024 : Sous le vent des Marquises de Pierre Godeau
- 2025 : La Fille d'un grand amour d'Agnès de Sacy

### Télévision
- 1999 : Mean Streak de Tim Hunter
- 2000 : Meat Loaf: To Hell and Back de Jim McBride
- 2001 : Uprising de Jon Avnet
- 2002 : Boomtown (série télévisée) de Graham Yost
- 2006 : Time Bomb (Téléfilm) de Stephen Gyllenhaal
- 2022 : Irma Vep d'Olivier Assayas

## Distinctions

### Nominations et récompenses
- 2002 : Academy of Television Arts and Sciences : nomination pour la "meilleure photographie dans une mini-série" pour Uprising, de Jon Avnet ;
- 2002 : Camerimage, Bronze Frog pour la "meilleure photographie dans un long-métrtage pour Demonlover d'Olivier Assayas ;
- 2002 : American Society of Cinematographers Award, "meilleure photographie dans une mini-série" pour Uprising, de Jon Avnet.
- 2024 : Prix AFC de la meilleure photographie pour une série pour Irma Vep d'Olivier Assayas.

### Décorations
- Officier de l'ordre national du Mérite Il est promu officier par décret du 2 mai 2012[5]. Il était chevalier du 29 mai 1999.